# Ngô Ngọc Tuấn
 Ngô Ngọc Tuấn (18 tháng 8 năm 1964 – 18 tháng 8 năm 2016) là một cựu chính trị gia người Việt Nam. Ông từng là Ủy viên Ban Thường vụ Tỉnh ủy, Chủ tịch Hội đồng nhân dân tỉnh khóa 18 nhiệm kỳ 2016 – 2021 kiêm Trưởng ban Tổ chức Tỉnh ủy Yên Bái.

## Lý lịch và học vấn
Ngô Ngọc Tuấn sinh ngày 18 tháng 8 năm 1964, quê quán: xã Tiên Tân, huyện Duy Tiên, tỉnh Hà Nam.
Ngày vào Đảng Cộng sản Việt Nam: 26 tháng 3 năm 1990;
Sáng ngày 18 tháng 8 năm 2016, trước kì họp Hội đồng nhân dân tỉnh Yên Bái, ông Ngô Ngọc Tuấn, Chủ tịch Hội đồng nhân dân kiêm Trưởng ban tổ chức Tỉnh uỷ Yên Bái đã bị Đỗ Cường Minh Chi Cục trưởng Chi cục Kiểm lâm tỉnh Yên Bái, bắn tại phòng làm việc. Do vết thương quá nặng, ông Tuấn đã không qua khỏi vào lúc 13g05' cùng ngày.
Trình độ chuyên môn: Đại học Nông nghiệp chuyên ngành Kinh tế, Đại học Luật.
Trình độ lý luận chính trị: Cao cấp.

## Sự nghiệp
Từ tháng 2 năm 1988 – tháng 3 năm 1990: Cán bộ Phòng Nông nghiệp huyện Trấn Yên.
Từ tháng 4 năm 1990 – tháng 3 năm 1995: Đảm nhiệm các vị trí: Cán bộ tổng hợp, Phó Văn phòng, Chánh Văn phòng Ủy ban nhân dân huyện Trấn Yên.
Từ tháng 4 năm 1995 – tháng 11 năm 1997: Trưởng phòng Tổ chức - Hành chính tổng hợp; Trưởng phòng Kế hoạch -Tài vụ, Sở Địa chính.
Từ tháng 12 năm 1997 – tháng 11 năm 2000: Chuyên viên, Phó chánh Văn phòng Tỉnh uỷ.
Từ tháng 11 năm 2000 – tháng 5 năm 2004: Phó giám đốc Sở Nông nghiệp và Phát triển nông thôn.
Từ tháng 6 năm 2004 – tháng 7 năm 2008: Tỉnh ủy viên, Bí thư Huyện uỷ Văn Chấn.
Từ tháng 7 năm 2008 – tháng 6 năm 2010: Tỉnh ủy viên, Phó giám đốc Sở Khoa học và Công nghệ.
Từ tháng 6 năm 2010 – tháng 7 năm 2011: Tỉnh ủy viên, Bí thư Huyện ủy Trạm Tấu.
Từ tháng 7 năm 2011 – tháng 5 năm 2015: Tỉnh ủy viên, Chánh Văn phòng Tỉnh ủy.
Từ tháng 5 năm 2015 – tháng 10 năm 2015: Tỉnh uỷ viên, Trưởng ban Tổ chức Tỉnh uỷ.
Từ tháng 10 năm 2015 – tháng 6 năm 2016: Ủy viên Ban Thường vụ Tỉnh uỷ, Trưởng ban Tổ chức Tỉnh uỷ.
Ngày 30 tháng 6 năm 2016, tại kỳ họp thứ nhất Hội đồng nhân dân tỉnh khóa XVIII, Ngô Ngọc Tuấn được bầu giữ chức Chủ tịch Hội đồng nhân dân tỉnh khóa XVIII, nhiệm kỳ 2016 - 2021 thay ông Dương Văn Thống.

## Bị ám sát
Ngày 18 tháng 8 năm 2016, vào lúc gần 8 giờ sáng, ông bị bắn tại phòng làm việc của mình. Tuy được đưa cấp cứu, nhưng Giám đốc Bệnh viện Đa khoa Yên Bái ông Vàng À Sàng cho biết, ông Cường đã tử vong trước khi tới bệnh viện .
Theo thông tin ban đầu tháng 8/2016, thì nghi phạm được cho là ông Đỗ Cường Minh, Chi cục trưởng Chi cục Kiểm lâm tỉnh Yên Bái, đã dùng súng K59 bắn. Ông Minh được cho là sau đó đã tự bắn súng vào đầu và chết sau đó . Tuy nhiên về pháp lý thì không thể coi ai đó là hung thủ khi chưa có bản án của Toà đã có hiệu lực pháp luật 